# Johannes Schöllhorn
Johannes Schöllhorn (Murnau am Staffelsee, 30 juni 1962) is een Duitse componist .

## Biografie
Schöllhorn groeide op in Marktoberdorf. Hij studeerde compositie aan de Hochschule für Musik Freiburg, bij Klaus Huber, Emmanuel Nunes en Mathias Spahlinger en kreeg muziektheorielessen van Peter Förtig. Dirigeren leerde hij van de Hongaarse dirigent Péter Eötvös.
Als componist werd hij vooral beïnvloed door "Franse muziek", zoals Maurice Ravel en Claude Debussy, en door de tweede Weense School en dan vooral Alban Berg en diens Lyrische Suite. Daarnaast was ook de muziek van Igor Stravinsky heel belangrijk. En verder Claude Lejeune, Jean-Philippe Rameau, Thomas Tallis en Francesco Landini. Wat moderner werk betreft, spiegelde hij zich  eerder aan individuele composities dan het volledige oeuvre van een toondichter: Rituel van Pierre Boulez, Laborinthus II van Luciano Berio, Incontri van Luigi Nono, Coptic Light van Morton Feldman, Melodien van György Ligeti, In An Autumn Garden van Tōru Takemitsu, Gruppen van Karlheinz Stockhausen, Inter-Mezzo van Mathias Spahlinger, Jonchaies van Iannis Xenakis en Wunderblock van Gérard Pesson. Schöllhorn confronteert in zijn muziek het nieuwe met het oude én zichzelf met de traditie. Zijn composities - die vaak heel kort zijn - maken zodoende gebruik van citaten, zoals bijvoorbeeld uit de madrigalen van Landini. Als moderne citaten gebruikt hij het geluid van pratende mensen en allerlei geluiden uit het dagelijks leven.
In 1995 ging zijn opera Les Petites Filles Modèles in première in de Opéra Bastille in Parijs. Daarna werd het in verschillende opera's in Frankrijk opgevoerd.
Schöllhorn maakt kamermuziek en vocale muziek, maar schrijft ook voor orkesten en muziektheater. Hij werkte samen met Ensemble Modern, Ensemble Musikfabrik, Ensemble InterContemporain, l’Instant Donné, Remix Ensemble, Klangforum Wien, Ensemble Recherche, Neue Vocalsolisten en Ensemble Ascolta. Zijn muziek werd uitgevoerd door WDR Sinfonieorchester, SWR Symphonieorchester, Deutsches Symphonie-Orchester Berlin, Seoul Philharmonic Orchestra, Philharmonia Orchestra London en het BBC Scottish Symphony Orchestra. Op 18 januari 2020 was hij samen met Het Collectief te gast in deSingel te Antwerpen, waar ze Die Kunst der Fuge van Johann Sebastian Bach speelden en Anamorphoses (Schöllhorns onderzoek naar verborgen dimensies in datzelfde werk van Bach).
Tussen 1995 en 2000 gaf hij les aan de Zürcher Hochschule der Künste en van 2001 tot 2009 was hij professor compositie aan de Hochschule für Musik und Theater Hannover. In 2009 begon hij ook les te geven aan de Hochschule für Musik und Tanz Köln. Sinds 2017 geeft hij les aan de Hochschule für Musik Freiburg.
In 2011 was hij artist in residence aan het Heidenheim Opera Festival en van 2013 tot 2015 bij het Orchestre Symphonique de Mulhouse.
Schöllhorn gaf masterclasses compositie aan het Fondation Royaumont in Frankrijk, op het Bartók Fesztivál in Hongarije, in het Duitse Schloss Solitude, op het Ictus seminarie in België, aan de Conservatoire de Paris, Trinity Laban college in Londen, Central Conservatory of Music in Peking, Shanghai Conservatory of Music, Takefu International Music Festival, Tokyo College of Music en in Seoul, Milaan, Kiev, Jakarta, Manila, Santiago en Moskou.

## Composities (selectie)
- les petites filles modèles (1995)[4]
- Hero und Leander (1995) - choreografie van Louis Ziegler[16]
- under one's breath (1996) - Trio Sabeth[17]
- kazabana (1998) - Ensemble Modern[18]
- red and blue (1999) - Les Percussions de Strasbourg[19]
- Spur (für Józef Koffler) (2003) - Kölner Philharmonie[20]
- Anamorphoses (2001-2004) - met Ictus[21]
- Rote Asche (2004) - Luzerner Theater[22]
- Dämmerung-Schmetterlinge (2013)[23]